# Samorząd Regionu Merchawim
Samorząd Regionu Merchawim (hebr. מועצה אזורית מרחבים) – samorząd regionu położony w Dystrykcie Południowym, w Izraelu.
Samorządowi podlegają tereny w północno-zachodniej części pustyni Negew w pobliżu miasta Beer Szewa.

## Osiedla
Na terenach o powierzchni 480 km² mieszka około 8800 ludzi. Znajduje się tutaj 14 moszawów i 2 wioski.

### Moszawy
| - Bitcha - Eszbol - Gilat - Maslul - Nir Akiwa - Nir Mosze - Pa’ame Taszaz | - Pattisz - Pedujim - Kelachim - Rannen - Sede Cewi - Talme Bilu - Tifrach |

### Wioski
| - Eszel ha-Nasi | - Mabbu’im |